# Neuvillalais
Neuvillalais ist eine französische Gemeinde mit 593 Einwohnern (Stand: 1. Januar 2022) im Département Sarthe in der Region Pays de la Loire. Sie gehört zum Arrondissement Mamers und zum Kanton Loué (bis 2015: Kanton Conlie). Die Einwohner werden Neuvillalois genannt.

## Geographie
Neuvillalais liegt etwa 15 Kilometer nordwestlich von Le Mans. Umgeben wird Neuvillalais von den Nachbargemeinden Vernie im Norden, Mézières-sous-Lavardin im Osten, Conlie im Süden, Tennie im Südwesten, Rouez im Westen und Südwesten sowie Crissé im Westen und Nordwesten.

## Bevölkerungsentwicklung
| Jahr                      | 1962 | 1968 | 1975 | 1982 | 1990 | 1999 | 2007 | 2013 |
| Einwohner                 | 638  | 580  | 515  | 470  | 412  | 426  | 537  | 583  |
| Quelle: Cassini und INSEE |      |      |      |      |      |      |      |      |

## Sehenswürdigkeiten
- Kirche Saint-Pierre
- Kapelle Saint-Bernard im Ortsteil Vignolles

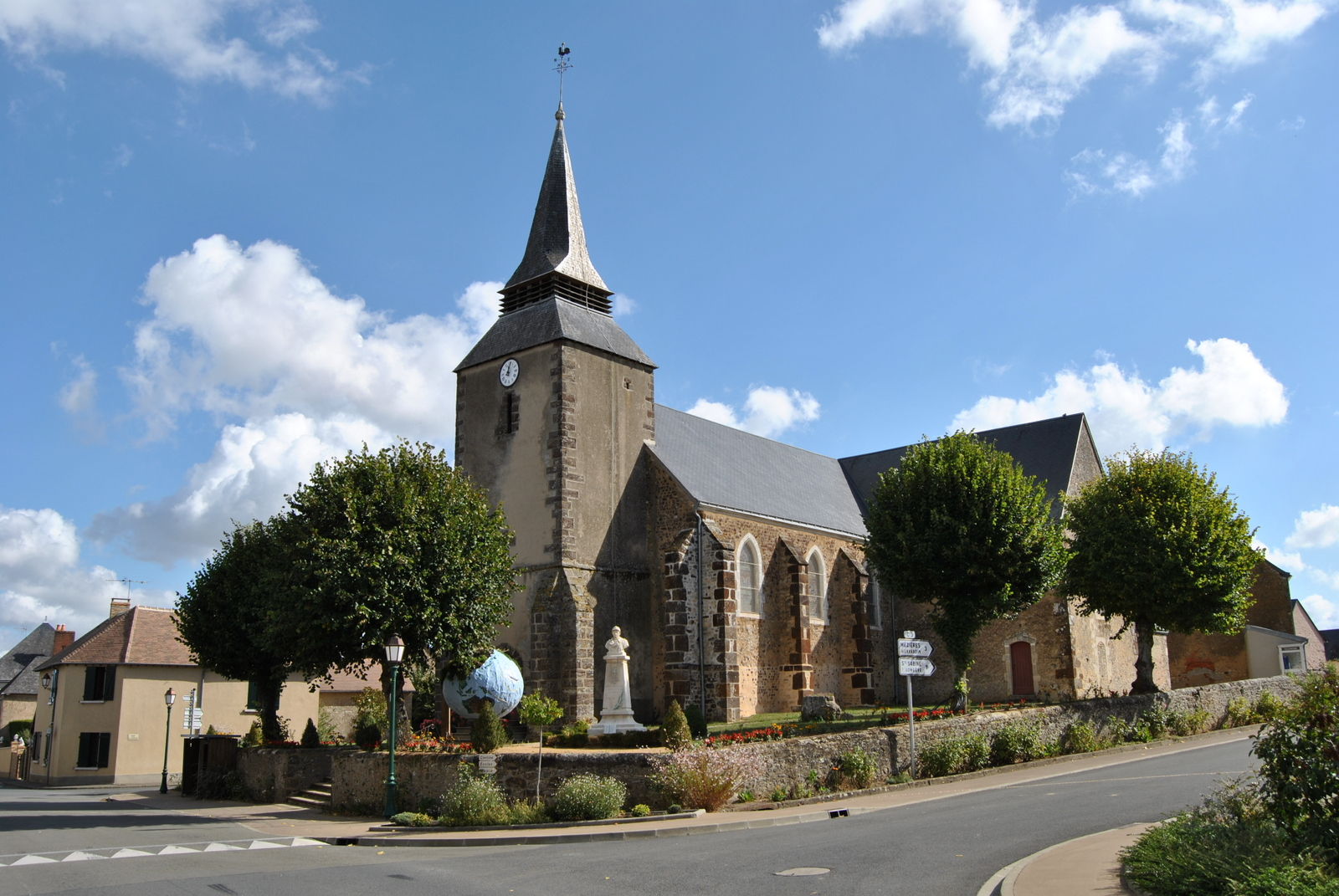
Kirche Saint-Pierre